# Baetodes levis
Baetodes levis is een haft uit de familie Baetidae. De wetenschappelijke naam van de soort is voor het eerst geldig gepubliceerd in 1968 door Mayo.
De soort komt voor in het Neotropisch gebied.